# Universidad del Cauca
La Universidad del Cauca es una universidad pública de Colombia, sujeta a inspección y vigilancia por medio de la Ley 1740 de 2014 y la ley 30 de 1992  del Ministerio de Educación de Colombia. Su campus principal se encuentra ubicado en la ciudad de Popayán, capital del departamento del Cauca. El 5 de abril de 2013 recibió la Acreditación Institucional de Alta Calidad por 6 años por parte del Consejo Nacional de Acreditación del Ministerio de Educación. En 2018 ocupa el puesto 13 en la clasificación nacional. Mediante Resolución 6218 del 13 de junio de 2019 del ministerio de educación nuevamente recibe Acreditación Institucional de Alta Calidad (por 8 años más) por parte del Consejo Nacional de Acreditación
Su oferta académica está compuesta por 43 programas de pregrado, diez de ellos con Acreditación de Alta Calidad; y 48 programas de posgrado entre los que se cuentan 29 especializaciónes, 14 maestrías y 5 doctorados. Cuenta con 98 grupos de Investigación en el Sistema Nacional de Ciencia y Tecnología de Colciencias.

## Historia

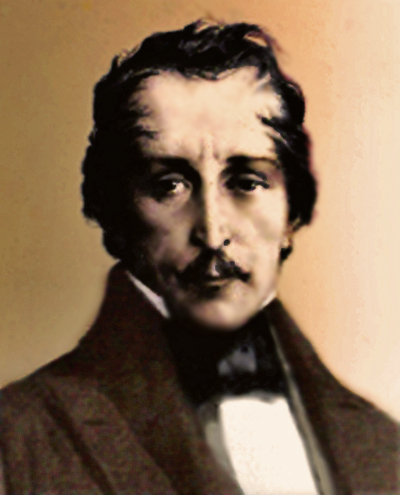
General Santander.Fundador de la Universidad. Boceto de Helen Bedout, 1919.

Fue creada el 24 de abril de 1827 mediante decreto dictado por el general Francisco de Paula Santander, para la fundación civil de establecimientos educativos de nivel superior en las principales ciudades de la patria recién liberada del dominio español, para efectos de la formación de los ciudadanos que habrían de fundamentar la vida nacional independiente en todos los órdenes, en distintas esferas y actividades. Con ello se establece la también la fundación de la Universidad Central (actual Universidad Nacional de Colombia) y la Universidad de Cartagena. Se instaló el 11 de noviembre de 1827, Sus primeros programas fueron Jurisprudencia, Agrimensura, Teología y Medicina, en los cuales se contaban con cerca de 700 estudiantes en los primeros años de funcionamiento. Su nacionalización fue ratificada mediante la Ley 65 de 1964. Desde sus inicios contó con el apoyo del Presidente y Libertador Simón Bolívar y de Francisco de Paula Santander. Varios de los decretos sobre educación superior expedidos por Simón Bolívar, se hicieron en Popayán, en el ámbito de la Universidad del Cauca.
La Universidad tiene sus raíces en el Seminario Mayor de Popayán fundado en entre 1609 y 1617, establecimiento educativo de primer orden en los tiempos coloniales que funcionó en el claustro de San José donde tuvieron amplio impacto las ideas más novedosas del pensamiento filosófico, político y científico de la Ilustración, en el siglo XVIII, el Siglo de las Luces. Allí, precisamente, se formó la generación que luego sería protagonista de las luchas de la Independencia del imperio español con personajes como Francisco José de Caldas, Camilo Torres, Francisco Antonio Zea, José María Cabal, Joaquín de Caycedo y Cuero y Francisco Antonio Ulloa hombres de política, estudio y estado. El pensamiento en la vida republicana e independiente de Colombia se generó en buena proporción en la Universidad del Cauca, de tal manera que la historia de la independencia de Colombia y sus inicios como república independiente confluye con la historia de la universidad.
A semejanza de esos tiempos, la Universidad del Cauca ha seguido siendo una institución de conocimiento, progreso y foro de libre examen de las circunstancias y alternativas de la vida social, defensora del discurrir democrático de Colombia y ha dinamizando de manera incesante la libertad de expresión y la participación ciudadana. En la última década se ha distinguido por el dinamismo de su estructura investigativa y cuenta con 101 grupos de investigación reconocidos por Colciencias.
A lo largo del siglo XX, la Universidad del Cauca se constituyó en polo permanente de atracción para estudiantes de variadas regiones del país, principalmente del suroccidente colombiano. Continúa como una universidad pública atractiva para jóvenes deseosos de estudiar y prepararse. 
Diecisiete egresados de la Universidad del Cauca han ocupado la jefatura del Estado Colombiano. En 1977, con ocasión del sesquicentenario de su fundación, la Universidad del Cauca fue condecorada con la Orden de Boyacá por el Presidente de la República Alfonso López Michelsen.
Su Archivo Histórico, localizado en el centro histórico de Popayán, posee una valiosa colección de documentos de la colonia y la independencia que suscitan el interés de historiadores y científicos sociales. Fue constituido en 1970, con base en los documentos del Archivo Central del Cauca, catalogados por José María Arboleda Llorente quien desde el año de 1928 hasta su muerte en 1969 organizó y elaboró índices pormenorizados de aproximadamente 24000 documentos. Este fondo lo componen los archivos de la Gobernación de Popayán, del Estado Soberano del Cauca, el Departamento del Cauca y el Archivo Judicial "El Carnero".

### Himno
El Himno de la Universidad del Cauca fue compuesto por el maestro Avelino Paz, uno de los mejores compositores musicales caucanos de todos los tiempos, y la letra del mismo es obra del poeta Guillermo Valencia, quien ha sido uno de los escritores payaneses más reconocidos en la historia de Colombia. La composición musical fue estrenada el 11 de noviembre de 1922, al celebrarse el aniversario número 95 de la fundación de la Universidad del Cauca.

## Directivos
La Universidad del Cauca, como institución de educación superior pública fiel a unos principios democráticos, tiene una estructura directiva conformada por autoridades de carácter legislativo y ejecutivo. El máximo órgano de dirección y gobierno de la Alma Máter es el Consejo Superior, mientras que la Rectoría es la primera autoridad ejecutiva de la Universidad. Complementan la estructura directiva de la institución 4 vicerrectorías y el Consejo Académico, corporación encargada de analizar y tomar las decisiones de carácter académico.
Las dependencias y órganos directivos de la Universidad del Cauca son:

### Consejo Superior
El Consejo Superior es el máximo órgano de dirección y gobierno de la Universidad del Cauca. Deberá reunirse ordinariamente por lo menos 2 veces al mes y extraordinariamente por convocatoria de su Presidente o, en su ausencia, por el representante del Presidente de la República o por el Rector. Para toda sesión se deberá citar por escrito a sus miembros.
Por normatividad, el Consejo Superior debe estar integrado por:
- El Ministro de Educación Nacional o su delegado, quien lo presidirá.
- El Gobernador del departamento del Cauca.
- Un miembro designado por el Presidente de la República que haya tenido vínculos con el sector universitario.
- Un representante de las directivas académicas, elegido en votación secreta por los decanos, directores de institutos de postgrado y jefes de departamento, de entre ellos.
- Un profesor de la institución, elegido en votación secreta por los profesores en ejercicio, quien deberá ser de tiempo completo, asociado o titular y no estar sancionado disciplinaria o penalmente.
- Un egresado, quien será el Presidente de la Asociación de Exalumnos de la Universidad del Cauca.
- Un estudiante regular de la institución, elegido mediante votación secreta por los estudiantes regulares con matrícula vigente, quien deberá haber cursado y aprobado por lo menos el 50% del respectivo programa académico, alcanzando en sus estudios un promedio no inferior a 3.5 y no estar sancionado con cancelación de matrícula o expulsión.
- Un representante del sector productivo del Cauca, elegido de entre los candidatos inscritos por los gremios legalmente constituidos, con más de cinco (5) años de existencia, que tengan carácter departamental y acrediten reconocimiento nacional. El representante deberá tener título universitario, acreditar un ejercicio profesional no inferior a cinco (5) años, ser asociado, afiliado o estar vinculado a la entidad que representa con antigüedad no menor a seis (6) meses, no tener vínculo laboral o contractual con la Universidad, ni haberlo tenido durante el último año, no haber sido condenado y no estar sancionado penal o disciplinariamente.
- Un ex rector de la Universidad del Cauca, elegido por los ex rectores para un período de dos (2) años, que haya ejercido el cargo en propiedad y que no esté sancionado penal o disciplinariamente.
- El Rector de la Institución con voz y sin voto.

### Consejo Académico
El Consejo Académico es la máxima autoridad académica de la Universidad del Cauca. Por normatividad debe estar integrado por:
- El Rector de la Universidad del Cauca, quien lo presidirá.
- El Vicerrector Académico, quien lo presidirá en ausencia del Rector.
- El Vicerrector Administrativo.
- El Vicerrector de Cultura y Bienestar.
- El Vicerrector de Investigaciones.
- Los decanos de Facultad.
- Un director de Instituto de Postgrado elegido en votación secreta de entre ellos, para un período de 2 años.
- Un profesor de la Institución elegido en votación secreta por los profesores en ejercicio, quien deberá ser asociado o titular y no estar sancionado disciplinaria o penalmente.
- Dos estudiantes regulares de la Institución con matrícula vigente en las asignaturas del respectivo plan de estudios, elegidos mediante votación secreta por los estudiantes regulares, con matrícula vigente, quienes deberán haber cursado y aprobado por lo menos el 50% del respectivo programa académico, alcanzando en sus estudios un promedio general no inferior a 3.5 y no haber sido sancionados con cancelación de matrícula, expulsión o penalmente”.

El profesor y el estudiante elegidos al Consejo Académico tendrán un período de dos y un año, respectivamente, contados a partir de la fecha de su elección, mientras conserven tales calidades.
Como Secretario del Consejo Académico actuará el Secretario General de la Universidad del Cauca.
Las reglas de conformación y las funciones de esta autoridad académica universitaria están expuestas claramente en el capítulo III del Acuerdo N.º 105 de 1993, por el cual se expide el Estatuto General de la Universidad del Cauca.

### Rectoría
La Rectoría es la primera autoridad ejecutiva de la Universidad del Cauca y su cabeza principal es el Rector, quien es el representante legal de la institución. Está compuesta por 4 dependencias que se ocupan del control interno y los asuntos jurídicos, administrativos y de planeación de la Universidad. Actualmente cuenta con 5 funcionarios administrativos.

### Vicerrectoría Administrativa
La Vicerrectoría Administrativa de la Universidad del Cauca es la dependencia encargada dirigir, coordinar y apoyar las diferentes actividades que requieren del manejo de los recursos humanos, económicos, tecnológicos y de infraestructura para su desarrollo y ejecución, a fin de lograr la función social institucional.

### Vicerrectoría de Investigaciones
En 1997 el Consejo Superior de la Universidad del Cauca oficializó la presencia de la Vicerrectoría de Investigaciones en la estructura orgánica de la Institución con el propósito de consolidar y desarrollar el Sistema de Investigaciones dentro la Universidad. Esta disposición está consignada en el artículo séptimo del Acuerdo 031 de 1997, mediante el cual se modificó el Estatuto General de la Universidad del Cauca. La Vicerrectoría de Investigaciones se constituyó como ente rector responsable de diseñar, promover y ejecutar las políticas de investigación de la institución, con el objetivo fundamental de generar un impacto positivo sobre la región. De esta Vicerrectoría depende la Editorial Universidad del Cauca. 

### Vicerrectoría de Cultura y Bienestar
La Vicerrectoría de Cultura y Bienestar es la dependencia encargada de coordinar y apoyar las diferentes iniciativas que se realizan en la Universidad del Cauca y que están relacionadas con el deporte, la recreación, el arte, el patrimonio cultural, las publicaciones bibliográficas, el uso de los medios de comunicación y la salud de la comunidad universitaria. Está conformada por cinco dependencias que trabajan específicamente en los aspectos mencionados anteriormente y las residencias universitarias. Esta Vicerrectoría colabora también en la consecución de créditos Icetex para los estudiantes que requieren de financiamiento económico con el fin de realizar sus estudios y a través de ella se realizan trámites relacionados con el seguro estudiantil universitario. 

### Vicerrectoría Académica
La Vicerrectoría Académica es la dependencia encargada de coordinar los diferentes procesos de admisión, matrícula, acreditación, elección y capacitación del personal docente, promoción de actividades académicas y divulgación de los programas que ofrece la Universidad del Cauca. Está conformada por tres dependencias que trabajan específicamente en los aspectos mencionados anteriormente, así como por la Oficina de Acreditación de la institución. Igualmente, según la estructura orgánica de la Universidad del Cauca, se encuentran bajo su supervisión cada una de las facultades que forman parte de la Alma Máter. Actualmente, el Vicerrector Académico es el magíster Álvaro Hurtado Tejada.

## Programas de la universidad

### Programas de pregrado
La Universidad del Cauca, fiel a su compromiso de proporcionar educación superior crítica, responsable y creativa, ofrece a la comunidad 43 programas de pregrado a través de diferentes facultades. Algunos de estos programas se ofrecen semestralmente, mientras que otros son de carácter anual.Cada uno de ellos está registrado en el Sistema Nacional de Información de la Educación Superior (SNIES) y varios han obtenido el Registro Calificado otorgado por el Ministerio de Educación Nacional durante un periodo de 7 años.
Programas:
- Administración de Empresas (programa acreditado)
- Antropología (programa acreditado)
- Artes Plásticas
- Arquitectura (programa en acreditación)
- Biología (programa en acreditación)
- Ciencia Política (programa en acreditación)
- Comunicación Social
- Contaduría pública (programa acreditado)
- Derecho (programa acreditado)
- Diseño Gráfico (programa acreditado)
- Economía (programa en acreditación)
- Enfermería (programa acreditado)
- Español y Literatura
- Filosofía
- Fisioterapia (programa acreditado)
- Fonoaudiología (programa en acreditación)
- Geografía
- Geotecnología
- Historia
- Ingeniería Agroindustrial (programa en acreditación)
- Ingeniería Agropecuaria
- Ingeniería Ambiental
- Ingeniería Civil (programa acreditado)
- Ingeniería Electrónica y de Telecomunicaciones (programa acreditado)
- Ingeniería Forestal
- Ingeniería Física (programa en acreditación)
- Ingeniería de Sistemas (programa acreditado)
- Ingeniería automática Industrial (programa en acreditación)
- Licenciatura en Lenguas Modernas (programa acreditado)
- Licenciatura en Educación Básica con Énfasis en Ciencias Naturales y Educación Ambiental
- Licenciatura en Educación Básica con Énfasis en Educación Artística
- Licenciatura en Educación Básica con Énfasis en Educación física, Deporte y Recreación (programa en acreditación)
- Licenciatura en Educación Básica con Énfasis en Lengua Castellana e Inglés
- Licenciatura en Etnoeducación
- Licenciatura en Matemáticas
- Licenciatura en Música
- Música instrumental
- Matemáticas
- Medicina (programa acreditado)
- Química (programa en acreditación)
- Tecnología Agroindustrial
- Tecnología en Administración Financiera
- Tecnología en Telemática
- Turismo

### Programas de posgrado
La Universidad del Cauca, fiel a su compromiso de proporcionar educación superior crítica, responsable y creativa, ofrece a la comunidad un total de 97 programas de posgrado, de los cuales 42 son especializaciones, 45 son maestrías y 10 son doctorados. Cada uno de ellos está registrado en el Sistema Nacional de Información de la Educación Superior (SNIES) y varios han obtenido el Registro Calificado otorgado por el Ministerio de Educación Nacional. El proceso de admisiones para acceder a estos programas es coordinado directamente por los institutos de posgrado del alma meter.
Los programas de posgrado que ofrece actualmente (año 2020)
la Universidad del Cauca son:
Especialización:
- Actividad Física para la Salud.
- Agroindustria.
- Anatomía Patológica.
- Anestesiología.
- Auditoría y Garantía de la Calidad en Salud con énfasis en Epidemiología en convenio con la Universidad EAN.

- Bioética, modalidad a distancia (convenio con la Universidad El Bosque).
- Cirugía General.
- Contabilidad Pública.
- Derecho Administrativo.
- Derecho Contractual Privado.
- Derecho de Familia.
- Derecho Procesal Civil.
- Derecho Procesal Penal.
- Gobierno y Políticas Públicas.
- Desarrollo de Soluciones Informáticas.
- Educación Comunitaria.
- Educación y Discapacidad.
- Entrenamiento Deportivo.
- Estructuras.
- Gerencia de Impuestos.
- Gerencia de Proyectos (Popayán)
- Gerencia de Proyectos (Pasto - convenio con Universidad de Nariño)
- Gestión Integral del Recurso Hídrico.
- Ginecología y Obstetricia.
- Ingeniería de la Construcción.
- Ingeniería de Recursos Hídricos.
- Ingeniería de Tránsito.
- Ingeniería de Vías Terrestres.
- Intervención del Lenguaje Infantil.
- Medicina Familiar.
- Medicina Interna.
- Mercadeo Corporativo.
- Pediatría.
- Periodismo.
- Redes y Servicios Telemáticos.
- Redes y Servicios Telemáticos en convenio con la Universidad de San Buenaventura – Cali.
- Revisoría Fiscal y Auditoría Internacional.
- Sanidad en Producción Agraria Integrada.
- Seguridad y Salud en el Trabajo.
- Sistemas Integrados de Calidad.
- Telemática.
- TIC para la Innovación Educativa.

Maestría:
- Administración de Empresas de Salud - MBA en convenio con la Universidad EAN.
- Antropología (Popayán).
- Antropología (Santander de Quilichao).
- Artes Integradas con el Ambiente.
- Automática.
- Biología.
- Bioingeniería.
- Ciencias Agrarias.
- Ciencias Agroindustriales.
- Ciencias Humanas.
- Ciencias Matemáticas.
- Ciencias Químicas.
- Contabilidad y Finanzas.
- Computación.
- Cooperación Internacional (convenio Fundación Norte Sur - Universidad del Cauca).
- Comunicación y Procesos Organizativos.
- Deporte y Actividad Física.
- Derecho Administrativo (Popayán).
- Derecho Administrativo (Pasto).
- Derechos Humanos y Políticas Públicas para la Convivencia.
- Desarrollo de Soluciones Informáticas.
- Educación (modalidad Profundización).
- Educación, Estudios del Cuerpo y la Motricidad.
- Educación Popular.
- Electrónica y Telecomunicaciones.
- Estudios Interculturales.
- Estudios Interdisciplinarios del Desarrollo.
- Estudios de Riesgos de Desastre y Ordenamiento Territorial.
- Ética y Filosofía Política.
- Filosofía del Derecho.
- Geomática.
- Gestión y Desarrollo Social.
- Gestión de Organizaciones y Proyectos.
- Gobierno y Políticas Públicas.
- Historia.
- Ingeniería de la Construcción.
- Ingeniería de Pavimentos.
- Ingeniería de Tránsito.
- Ingeniería de Vías Terrestres.
- Ingeniería Física.
- Ingeniería Telemática.
- Música.
- Recursos Hidrobiológicos Continentales.
- Revitalización y Enseñanza de Lenguas Indígenas.
- Telecomunicaciones.
- Telemática.
- Tránsito y Transporte.

Doctorado:
- Antropología.
- Ciencias Agrarias y Agroindustriales.
- Ciencias Ambientales.
- Ciencias de la Educación.
- Ciencias de la Electrónica.
- Ciencias Humanas.
- Ciencias Matemáticas.
- Ciencias Químicas.
- Etnobiología y Estudios Bíoculturales.
- Ingeniería Telemática.

## Admisión
Los procesos de admisiones a los programas y cursos que ofrece la Universidad del Cauca son coordinados por la Vicerrectoría Académica, a través de distintas dependencias administrativas y unidades académicas adscritas a este ente directivo de la institución, dependiendo del programa seleccionado por el aspirante. En este orden de ideas, las admisiones a los programas de pregrado son coordinadas por la División de Admisiones, Registro y Control Académico, cuya sede se encuentra ubicada en el edificio de la Facultad de Ciencias Naturales, Exactas y de la Educación (calle 2 N.º 3N-100 de Popayán). Entre tanto, las admisiones a los programas de posgrado son coordinadas por cada uno de los institutos de posgrado que pertenecen a las diferentes facultades de Unicauca.
La admisión para pregrado se efectúa a través de un examen de conocimiento que se realiza dos veces al año; el examen consta de 2 componentes, Prueba de competencia lectora (Lengua Materna) y Prueba de razonamiento lógico (Lógica Matemática) y es igual para los aspirantes de todas las carreras excepto para los de la Facultad de Artes.
Para ser admitido se debe superar un puntaje mínimo de corte y además estar dentro del número de cupos disponibles para cada carrera.

## Instalaciones Universitarias

### Facultades
La Universidad del Cauca cuenta actualmente con 9 facultades, 5 de ellas en el Campus de Tulcán en las cuales se brinda formación de pregrado y posgrado en diferentes áreas del conocimiento.
Estas unidades académicas se encuentran ubicadas en distintos sitios de la ciudad de Popayán. La primera Facultad creada en la institución fue la de Derecho, que funciona en el Claustro de Santo Domingo, y la última fue la Facultad de Ciencias Agropecuarias, cuya sede se encuentra en la vereda las Guacas de la capital caucana.
Las facultades de la Universidad del Cauca son:
- Facultad de Ingeniería Electrónica y Telecomunicaciones - FIET - Campus de Tulcán (http://fiet.unicauca.edu.co/)
- Facultad de Ingeniería Civil - FIC - Campus de Tulcán
- Facultad de Ciencias de la Salud (http://facultadsalud.unicauca.edu.co/)- (enlace roto disponible en Internet Archive; véase el historial, la primera versión y la última). - Campus de Tulcán
- Facultad de Derecho y Ciencias Políticas y Sociales - Claustro de Santo Domingo
- Facultad de Ciencias Naturales, Exactas y de la Educación - FACNED - Campus del Tulcán
- Facultad de Ciencias Humanas - Claustro del Carmen (https://web.archive.org/web/20070714113954/http://www.humanidades.unicauca.edu.co/)
- Facultad de Artes - Casa de Jerónimo de Torres
- Facultad de Ciencias Agropecuarias
- Facultad de Ciencias Contables, Económicas y Administrativas - Campus de Tulcán
- Centro de Educación Abierta y a Distancia - Campus de Tulcán

### Institutos de Posgrado
- Instituto de Posgrados de la Facultad de Ingeniería Electrónica y Telecomunicaciones
- Instituto de Posgrados de la Facultad de Ingeniería Civil
- Instituto de Posgrados de la Facultad de Ciencias Contables, Económicas y Administrativas
- Instituto de Posgrados de la Facultad de Ciencias Humanas y Sociales
- Instituto de Posgrados de la Facultad de Ciencias Naturales, Exactas y de la Educación
- Instituto de Posgrados de la Facultad de Derecho, Ciencias Políticas y Sociales
- Instituto de Posgrados de la Facultad de Ciencias de la Salud

### http://biblio.unicauca.edu.co/

#### Biblioteca Central José María Serrano
La Biblioteca de la Universidad del Cauca se organiza a partir del Decreto del 6 de octubre de 1827 impartido por el Libertador Presidente, el cual asigna bienes y capitales a la Universidad, mediante este Decreto las colecciones de los extintos conventos de San Francisco y Santo Domingo (obras en su mayoría de carácter filosófico y religioso), más los folletos y libros editados en la imprenta adquirida por la Universidad y la asignación de $ 500 anuales para compra de obras científicas, son la base de su conformación. Su primer bibliotecario fue Don José Manuel Mosquera. Consta de un edificio de tres pisos, con capacidad para reunir en sus 3600 m² a 280 usuarios. Esta biblioteca atiende a las facultades de: Ciencias Naturales, Exactas y de la Educación, Ingeniería Civil, Ingeniería Electrónica y Telecomunicaciones y a los postgrados de las facultades mencionadas. El primer piso de la edificación lo ocupan las colecciones: general, reserva y referencia, procesos técnicos y salas de lectura; en el segundo piso se encuentran la hemeroteca (publicaciones periódicas), tesis, mapas, láminas microfichas, lectores e impresores.

#### Biblioteca El Carmen
Funciona en el edificio que en 1729 fundó la Marquesa de San Miguel de la Vega, Doña Dionisia Pérez Manrique y Camberos y el cual, durante su existencia fue sede del monasterio de "El Carmen", del Instituto Reformado de Santa Teresa, de la Escuela Normal de Varones de los Hermanos Maristas (hoy Institución Educativa José Eusebio Caro de Popayán), del Cuartel de Policía y del Colegio Femenino de las hermanas Franciscanas, quienes lo ocuparon desde 1952 hasta 1983, después del terremoto que azotó la ciudad, lo adquirió la Universidad del Cauca, ubicó allí su Biblioteca Socio-Humanística con todas las colecciones de Antropología, Filosofía, Artes, Música, Literatura, Historia, Geografía, Economía, Política y Administración y Contaduría. El área de Biblioteca es de 2075 m² para una capacidad de 176 usuarios, en el primer piso se encuentran las colecciones generales, reserva y referencia y en el segundo, la hemeroteca (publicaciones periódicas), tesis y colecciones antiguas (libros anteriores a 1900).

#### Biblioteca Ciencias de la Salud
Ubicada en el primer piso del edificio de la Facultad de Ciencias de la salud; atiende a los programas de pregrado en Medicina, Enfermería, Fisioterapia, Fonoaudiología y a los Posgrados respectivos. Tiene en sus 624 m² capacidad para albergar a 128 usuarios; dispone de libros, revistas, tesis, bases de datos referenciales en CD ROM, microfichas y diapositivas.

#### Biblioteca de Ciencias Agropecuarias
Se encuentra ubicada en la Facultad de Ciencias Agropecuarias, en el sector denominado como "Las Guacas". En ella se encuentran los textos y revistas alusivos a las Ciencias Agrarias y pecuarias, atiende los programas de Ingeniería Agroindustrial, Ingeniería Agropecuaria e Ingeniería Forestal.

#### Biblioteca Artes
En el segundo piso, por la entrada principal del edificio se encuentra ubicada la biblioteca de música la cual dispone de revistas, libros, tesis, partituras, discos, casetes, videos, películas, video láser y diapositivas, así como de un auditorio para la presentación de conferencias, audiciones, películas y videos.

### Museos
- Casa Museo Mosquera
- Museo de Historia Natural (https://web.archive.org/web/20120402115711/http://museo.unicauca.edu.co/)
- Panteón de los Próceres
- Casa Caldas (Vicerrectoría de Cultura y Bienestar)
- Casa José María Arboleda Llorente

### Deportes e instalaciones deportivas
Actualmente, la Universidad del Cauca cuenta con uno de los mejores centros deportivos de Popayán, en el cual se prestan servicios dirigidos a todos los integrantes de la comunidad universitaria, con el fin de desarrollar actividades de carácter lúdico, recreativo y deportivo.
El Centro Deportivo Universitario (CDU) está localizado en el sector de Tulcán y cuenta con cancha de fútbol, pista atlética, cancha de voleibol, canchas polifuncionales, patinódromo, dojos para la práctica de artes marciales, piscinas (de natación y clavados), sala de ajedrez, gimnasio y un coliseo cubierto en donde se pueden practicar diversas disciplinas. Adicionalmente, la Universidad del Cauca brinda la posibilidad de que los integrantes de la comunidad universitaria se inscriban a diferentes programas de índole deportivo y recreativo, siempre y cuando cumplan con los requisitos que exige el centro deportivo.
Tanto la administración del CDU como la coordinación de los programas, planes, proyectos y acciones relacionadas con dicha área corren a cargo de la División de Deporte y Recreación, dependencia adscrita a la Vicerrectoría de Cultura y Bienestar de Unicauca.

### Otras Instalaciones de la Universidad

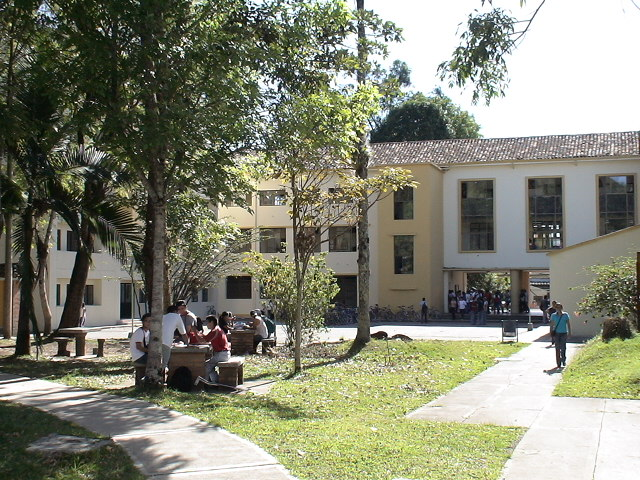
Facultad de educación UNICAUCA

- Claustro Santo Domingo - Monumento Nacional de Colombia
- Claustro del Carmen -  Monumento Nacional de Colombia
- El Paraninfo Francisco José de Caldas y La Apoteosis de Popayán - Monumento Nacional de Colombia
- Vicerrectoría de Investigaciones Universidad del Cauca ( http://investigacion.unicauca.edu.co/)
- Emisora de la Universidad del Cauca 104.1 FM
- Centro Universitario en Salud "Alfonso López"
- Centro Deportivo Universitario - CDU
- Casa Rosada (Edificio de Posgrados) - Monumento Nacional de Colombia
- Unidad de Salud
- Residencias Universitarias (Masculinas y Femeninas)
- Mural de la Salud en el Cauca - (Facultad de Ciencias de la Salud)
- Editorial de la Universidad del Cauca, Editorial Universidad del Cauca ( http://www.unicauca.edu.co/editorial/). Se publican libros académicos de las diversas disciplinas universitarias y de interés para la región y para Colombia. En su historial hay más de 400 libros publicados.

### Sedes en el Departamento del Cauca
Fiel a su compromiso vital y permanente con el desarrollo social, mediante la educación crítica, responsable y creativa, la Universidad del Cauca viene trabajando en un proceso de regionalización para ofrecer y fomentar la educación superior en otras localidades.La instancia responsable de cumplir con esta política de descentralización universitaria es el Centro de Regionalización de la Educación Abierta y a Distancia (CREAD), cuya sede principal está ubicada en el edificio de la Facultad de Ciencias Contables, Económicas y Administrativas.
A través de este Centro, Unicauca ofrece actualmente el Programa de Tecnología en Agroindustria en los municipios de Santander de Quilichao, Guapi, Miranda, Bolívar y Piendamó (Tunía).
Este mismo programa y la Tecnología en Telemática se ofrecen también por intermedio del CREAD en Popayán, pero están dirigidos especialmente a bachilleres del sector rural del municipio y del Cauca.

## Medios de Comunicación Universitarios

### Unicauca Televisión
La Universidad del Cauca, a través de la División de Comunicaciones, produce actualmente tres programas de televisión que se transmiten por los canales Municipales de Popayán y por el Canal Universitario de Colombia Zoom. Estos programas abordan temas culturales, académicos, investigativos, científicos, noticiosos, entre otros, que son de interés tanto para la comunidad universitaria como para la ciudadanía en general.Los programas de televisión que produce en el momento la Universidad del Cauca son:

#### Perspectivas
Perspectivas es un programa de opinión realizado por la productora de televisión de la División de Comunicaciones de Unicauca, a través del cual la institución busca debatir sobre problemáticas de interés regional, nacional e internacional. Para ello, en cada emisión del programa se cuenta con la participación de invitados especiales quienes profundizan sobre cada uno de los temas tratados.
De esta manera, Perspectivas se propone ofrecer un espacio para el ciudadano con el fin de que reflexione y se forme una opinión crítica sobre el contexto que lo rodea.
- Género: opinión y debate.
- Audiencia: público general.
- Emisión: semanal
- Duración: 25 min

#### Univerciudad
Univerciudad es un magazín documental realizado por la División de Comunicaciones de Unicauca desde la óptica fresca y viva de los estamentos universitarios, especialmente de los jóvenes estudiantes. Su intención comunicativa es posibilitar que el televidente vea y analice los fenómenos y problemas socioculturales de la ciudad.
- Género: revista-documental
- Audiencia: público juvenil
- Emisión: semanal
- Duración: 25 min

#### Unicauca Noticias
- Género: informativo.
- Audiencia: público general.
- Emisión: tres veces por semana.
- Duración: 25 min

### Unicauca Estéreo
Unicauca Estéreo (HJC20 104.1 FM) es un medio de comunicación radial de la Universidad del Cauca, regido por los principios constitucionales y legales de la República de Colombia. Como emisora de interés público, según el Decreto 1446 de 1995, orienta principalmente su programación a elevar el nivel educativo y cultural de los habitantes de la región de influencia, a promover y difundir los valores humanos, la formación ciudadana y el debate público. Unicauca Estéreo emite las 24 horas del día de lunes a domingo, 10 de las cuales corresponden a programas en vivo. El resto de la programación es pregrabada.
La carta de programación está distribuida en franjas musicales y de contenido u opinión orientadas a diversos públicos, tales como: familiar, infantil, juvenil, adultos, especializados, comunidad universitaria y comunidad en general.La administración, coordinación de actividades y realización de los contenidos que se presentan en la emisora están a cargo de la División de Comunicaciones, dependencia adscrita a la Vicerrectoría de Cultura y Bienestar de Unicauca.

### Periódicos y revistas
La Universidad del Cauca cuenta con diversas publicaciones de carácter periódico que son producidas por las diferentes dependencias, unidades académicas y grupos de investigación de la institución. Estos medios de comunicación escritos dan cuenta de las actividades académicas, investigativas y de proyección social que se realizan en la Universidad, y muchas de ellas incluyen contenidos especializados sobre las distintas áreas del conocimiento. Varias de estas publicaciones se encuentran disponibles en versión impresa, otros solamente se pueden consultar a través de Internet, mientras que algunos cuentan con versión en ambos formatos.
Los periódicos y revistas que forman parte de la Universidad del Cauca son:

#### Periódicos de actualidad
- Periódico Universidad Hoy

- Periódico U&C (solamente impreso)

#### Revistas académicas y científicas con versión digital
- Portal de Revistas en OJS de la Universidad del Cauca

- Biotecnología en el Sector Agropecuario y Agroindustrial

- Boletín VRI (Vicerrectoría de Investigaciones)

- Consentido

- ieRed

- Ingeniería Hoy

- Novedades Colombianas

- Rutic
- Revista de la Facultad Ciencias de la Salud

#### Revistas académicas y científicas con versión en PDF
- Boletín Casa Museo Mosquera

- Revista Norte (sede de Santander de Quilichao)

- Revista Utopía

#### Revistas académicas y científicas impresas
- Revista Itinerantes (Doctorado en Ciencias de la Educación).

- Revista de la Facultad de Ciencias Humanas y Sociales.

- Revista de la Facultad de Derecho, Ciencias Políticas y Sociales.

- Revista Enlace Informático.

- Revista Estudios Sociales Comparativos.

- Revista PoriK An

- Revista Pulsos

- Revista Telecomunicaciones y Sociedad

- Revista Unicauca Ciencia

- Revista de la Facultad Ciencias de la Salud

## Archivo Histórico
La Universidad del Cauca cuenta con el Centro de Investigaciones Históricas “José María Arboleda Llorente” en el cual la comunidad en general puede consultar documentos y archivos de carácter histórico de Popayán y el Cauca. El Centro pertenece a la Facultad de Ciencias Humanas y Sociales y fue constituido en el año de 1970, con base en los documentos del Archivo Central del departamento, el cual fue rescatado y catalogado por el señor José María Arboleda Llorente. Quien organizó y elaboró índices pormenorizados de aproximadamente 24000 documentos desde el año de 1928 hasta su muerte en 1969. Este fondo lo componen los archivos de la Gobernación de Popayán, del Estado Soberano del Cauca, del departamento del Cauca y del Archivo Judicial "El Carnero".
Una vez creado el Centro de Investigaciones Históricas, a este material documental se añadieron los registros de las notarías Primera y Segunda de Popayán, los libros de actas del Cabildo de la ciudad, los archivos de la Universidad del Cauca desde su fundación y otros documentos particulares y regionales. De este modo, el Centro se convirtió en el archivo regional más importante del país y uno de los más completos de América Latina, no solamente por la antigüedad de sus documentos, sino por el volumen, la continuidad de la información y el grado de catalogación de los mismos.
Los servicios que se ofrecen el Centro de Investigaciones Históricas "José María Arboleda Llorente" son: 
Consulta
En el Archivo Histórico se pueden consultar:
- Documentos de la Notaría Primera de Popayán, desde 1583 hasta 1969
- Documentos de la Notaría Segunda de Popayán, desde 1926 a 1968
- Actas del Cabildo Municipal de Popayán
- Archivos de la familia Mosquera
- Archivos de la familia Arboleda
- Documentos pertenecientes al General Carlos Albán
- Actas del Concejo Municipal de Popayán.
- Archivos históricos de la Universidad del Cauca.
- Libros de Sebastián de Belalcázar (son los documentos más antiguos que posee el archivo. Datan de los años de 1541 a 1572).
- Archivos notariales de los municipios de Almaguer, Iscuandé, Bolívar, Silvia, Puerto Tejada y Guapí.
- Documentos de la antigua Gobernación de Popayán.
- Documentos del archivo judicial “El Carnero”.
- Documentos de las distintas comunidades religiosas que tuvieron sede en Popayán.
- Archivos de la Gobernación de Popayán y del Estado Soberano del Cauca.
- Colección completa del diario El Liberal de Popayán.
- Revistas sobre temas históricos y sociales.
- Colección de tesis de grado de los estudiantes de la Facultad de Ciencias Humanas y Sociales.

Biblioteca del Colegio de Nuestra Señora de la Gracia
En el Centro de Investigaciones Históricas también se pueden consultar documentos de la Biblioteca del Colegio Nuestra Señora de la Gracia, la cual perteneció a la comunidad de Franciscanos Misioneros que llegó a Popayán a mediados del Siglo XIII.
Esta comunidad permaneció en la ciudad hasta 1863, año en que por disposición del Gobierno del Estado Soberano del Cauca debió retirarse de la región. Tanto los archivos como la biblioteca fueron entregados entonces a la Universidad del Cauca. Esta biblioteca cuenta con aproximadamente 4000 volúmenes que datan de los siglos XV y XIX, en ella hay literatura sobre una extensa gama de disciplinas y en diferentes idiomas.
Además de la mencionada biblioteca, el Centro posee otra especializada en Ciencias Sociales y en particular de historia y sus disciplinas auxiliares, al servicio de los investigadores.
Expedición de Escrituras Públicas
Dada la existencia de un Fondo Notarial, es competencia del archivo ejercer las funciones de Notaría respecto de los protocolos que custodia. Parte de esas funciones están relacionadas con brindar asesorías para la localización de la documentación y la certificación de copias de escrituras pertenecientes a:
- La Notaría Primera de Popayán (1583 a 1968).
- La Notaría Segunda de Popayán (1926 a 1969).
- Puerto Tejada (1920 a 1960).
- Silvia (Cauca) (1908 a 1950).
- Bolívar (Cauca) (1715 a 1930).

Actualmente la Universidad del Cauca está en proceso de crear su Archivo de Gestión y de reorganizar y centralizar los archivos académicos. Mientras culmina este proceso, el Centro tiene a su cargo la entrega de certificados de tiempo de servicio de empleados, docentes y administrativos y de elaborar los certificados académicos de los alumnos de la Universidad.

## Taller Editorial
La Universidad del Cauca cuenta con un Taller Editorial a través del cual los miembros de la comunidad universitaria y de la sociedad en general pueden acceder a los siguientes servicios:
- Publicación de conferencias o artículos científicos elaborados por los docentes de la Universidad del Cauca.
- Duplicación de material académico para laboratorios, talleres, exámenes y prácticas en general; material constituido por formatos, formularios y guías de laboratorio para ser distribuido a los estudiantes.
- Elaboración de afiches de promoción de eventos tales como: conferencias, conciertos, obras de teatro, cursos de educación continuada, talleres, seminarios, asambleas, elecciones y otros.
- Elaboración de papelería para el funcionamiento de las diferentes dependencias (papel y sobres membreteados que lleven la imagen corporativa de la Universidad).
- Publicación de trabajos editoriales relacionados con actividades de difusión y promoción de la Universidad del Cauca a nivel nacional e internacional, tales como boletines, folletos, plegables, afiches, carpetas, memorias, tarjetas de invitación, carteles, etc.
- Servicio de encuadernación de libros y documentos de las dependencias de la institución y particulares.
- Servicios editoriales relacionados con la realización de eventos especiales tales como: congresos, simposios, jornadas de actualización científica, seminarios, talleres y cursos de educación continuada. Los servicios editoriales que se prestan relacionados con este tipo de certámenes son: libros o folletos de memorias, afiches de promoción, boletines o plegables de promoción, carpetas, diplomas, constancias de asistencia, escarapelas y papelería membreteada.

Las solicitudes para acceder a estos servicios deben hacerse mediante oficio dirigido al Vicerrector Administrativo, quien es el funcionario encargado de darles el visto bueno y direccionarlos al Taller Editorial

## SIRA
El SIRA se constituye en una herramienta tecnológica de acceso público que ayudará a los diferentes actores institucionales de la región (CAR´s, oficinas de planeación, universidades y sector productivo) en la toma de decisiones, con una visión integral, gratuita y con la posibilidad de implementarse en todo el mundo. 
El desarrollo del SIRA atiende la priorización del Agua en los ejercicios prospectivos regionales, como las Agendas de Ciencia y Tecnología, Planes de Desarrollo y Agendas Internas, entre otros.
Este sistema es concebido en el ejercicio investigativo del Grupo de Estudios Ambientales-GEA, articulados con el Grupo de Ingeniería Telemática - GIT, adscritos al Sistema de Investigaciones de la Universidad del Cauca, apoyado por Colciencias a partir de tres proyectos de investigación* y la cofinanciación de la Universidad del Cauca, Territorial Sur Andina - U.A.E.S.P.N.N, CRC, Universidad de Nariño, Gobernaciones y CODECyT de Cauca, Nariño y Putumayo, Cabildos Indígenas y Comunidades Campesinas.

### Proyectos
- ARIADNA (Adquisición Remota de Información Ambiental para Diagnóstico y Gestión de Recursos Naturales), Contrato No 026/02 suscrito entre el Centro de Investigación de las Telecomunicaciones -CINTEL- y la Universidad del Cauca (cargo Convenio de Cooperación y Asistencia Técnica, Fondo de Comunicaciones Colciencias-Cintel 071/082-01).

- Constitución y Articulación del Cluster Sur Occidental del Agua, soportado en la Creación e Implementación de un Prototipo del Sistema de Información Regional Sobre el Agua -SIRA-, ejecutado con la celebración del contrato con fecha 22 de agosto de 2005 entre la Universidad del Cauca y la Fundación Social, enmarcado en el Convenio 073-97 entre Colciencias y la Fundación Social.

- Cauca, Región Líder en el Manejo Integral del Agua, Recurso Articulador entre el Entorno Natural y la Actividad Humana para la Competitividad Regional. Contrato No. 456 entre Colciencias y la Universidad del Cauca.

## Personajes destacados de esta Universidad

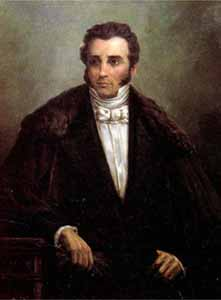
Joaquín Mosquera y Arboleda.
Presidente de Colombia

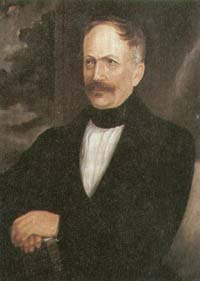
José María Obando.
Presidente de Colombia

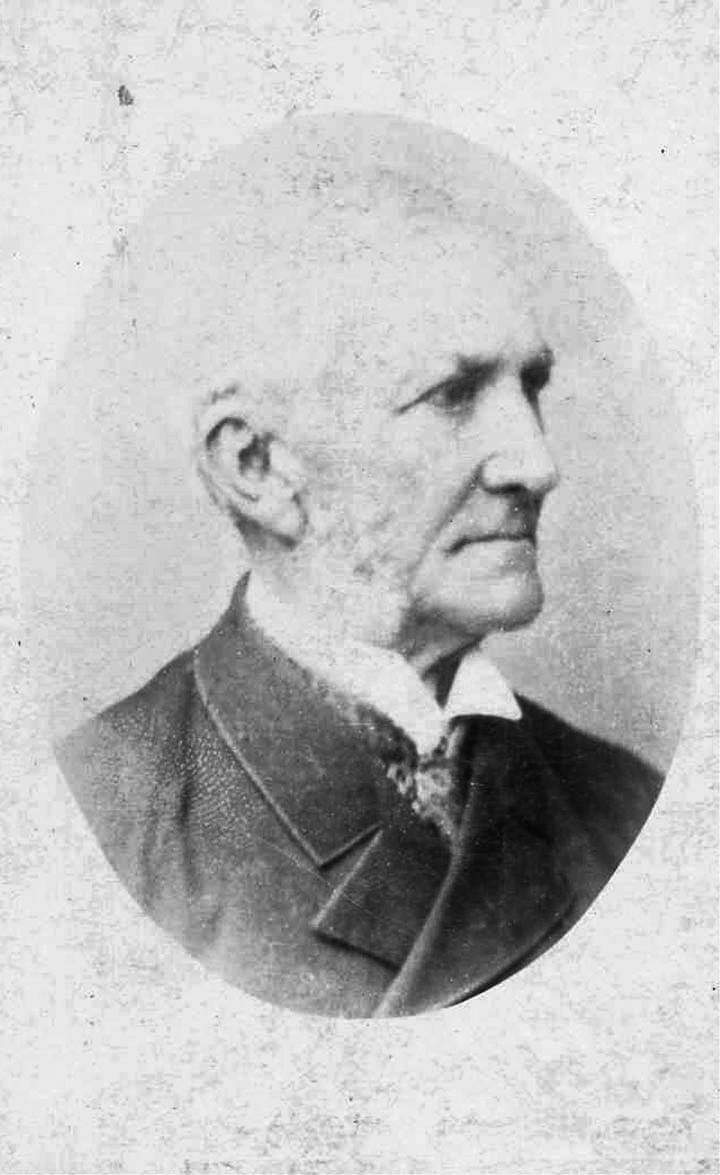
Manuel Antonio Sanclemente.
Presidente de Colombia

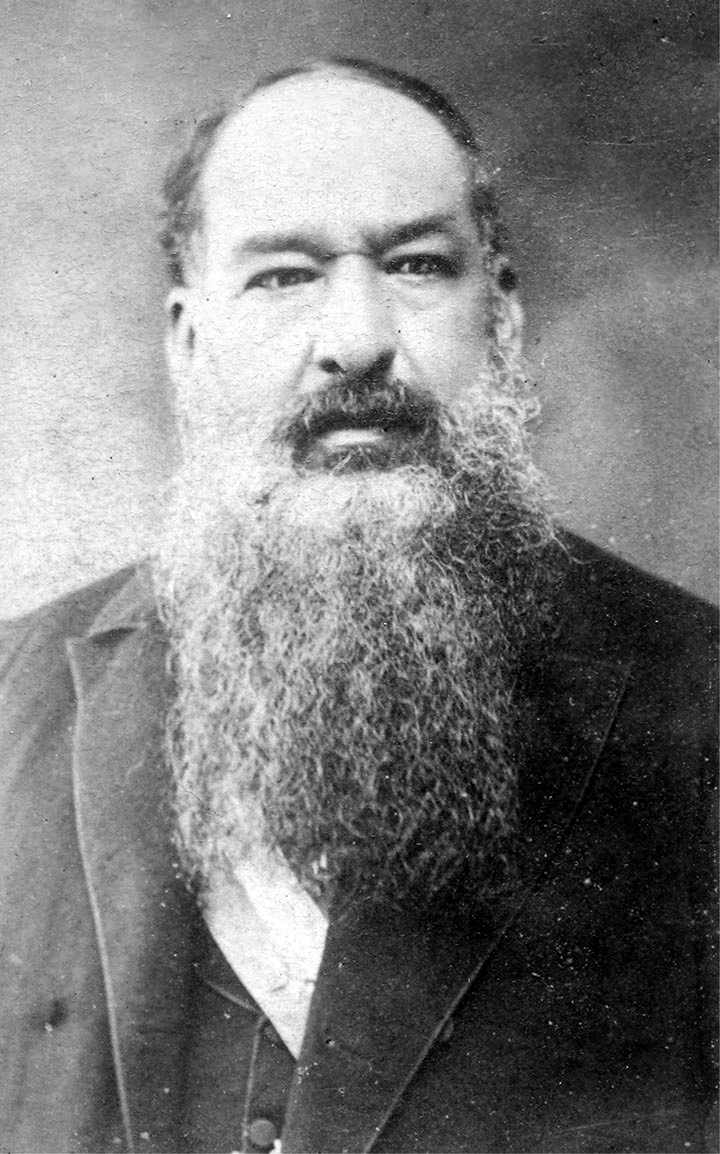
Ezequiel Hurtado.
Presidente de Colombia

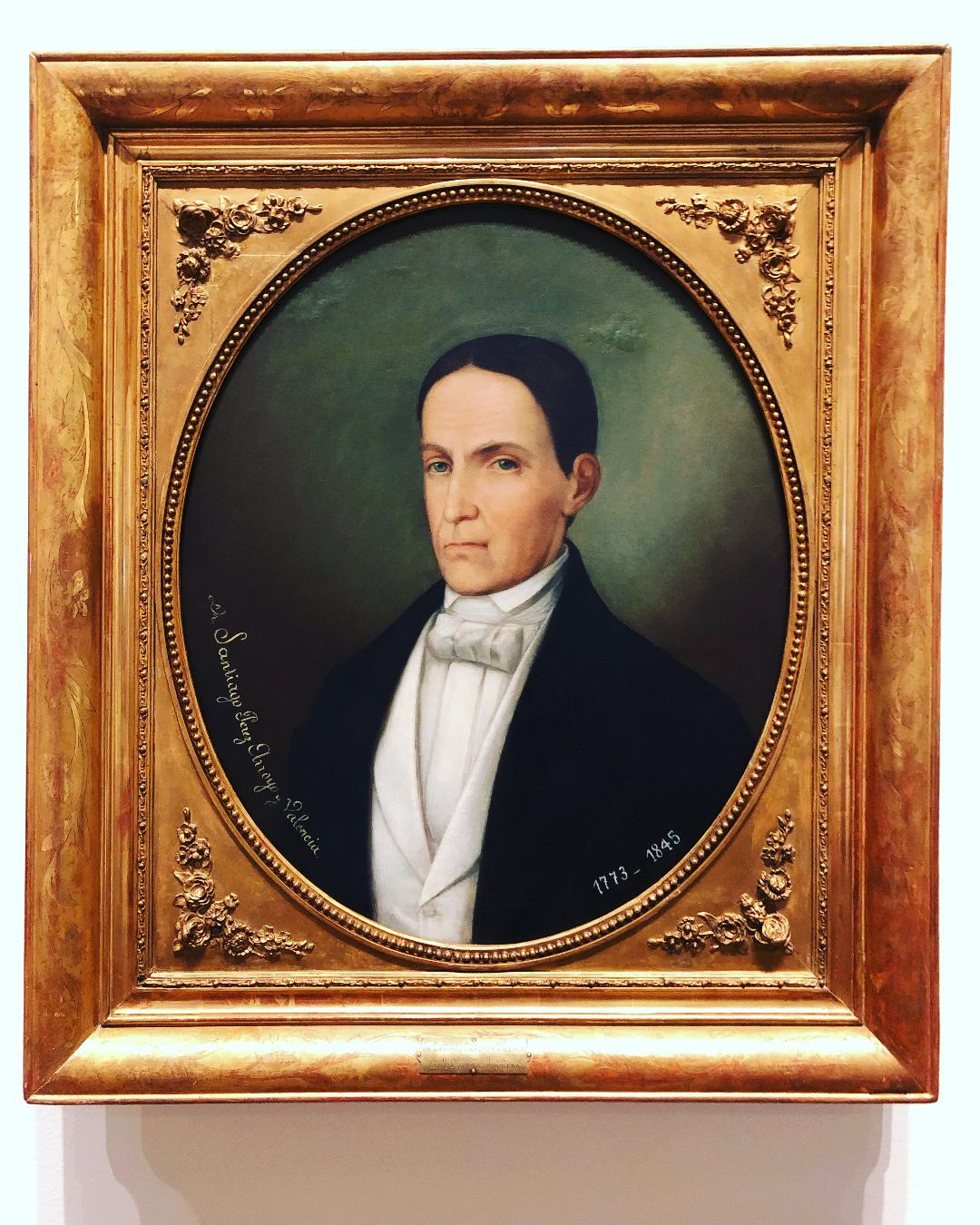
Santiago Arroyo y Valencia.
Prócer de la Independencia

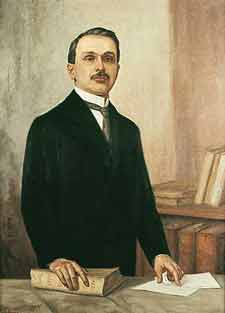
Gustavo Arboleda.
Historiador y genealogista

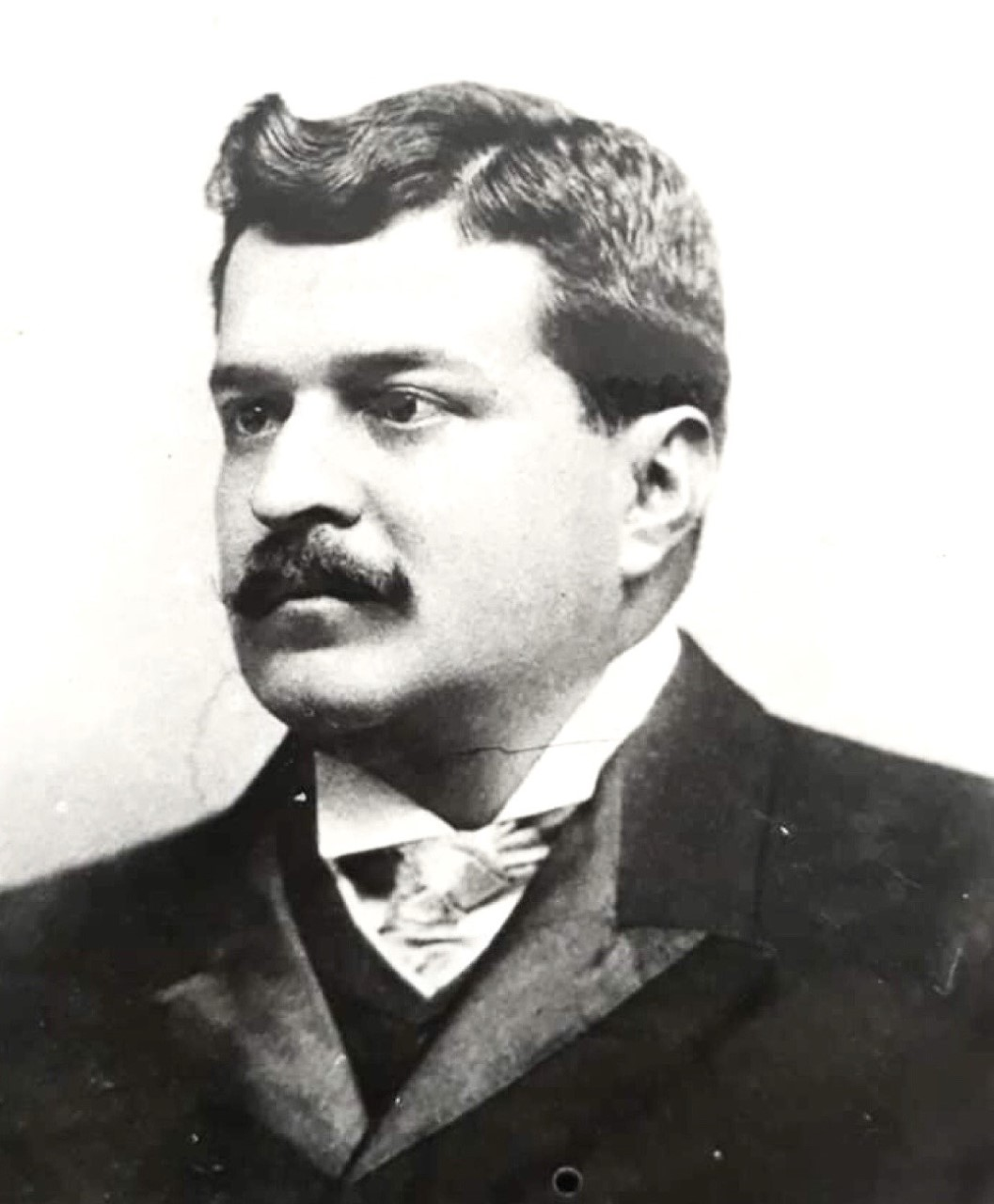
Arcesio Aragón.
Historiador

### Presidentes de Colombia
Diecisiete egresados de la Universidad del Cauca han ocupado la jefatura del Estado Colombiano.
- Joaquín Mosquera y Arboleda jurista, militar, estadista, político, rector de la Universidad del Cauca y presidente de Colombia
- José María Obando militar, político y presidente de Colombia
- Rufino Cuervo político, abogado, periodista y presidente de Colombia
- José Hilario López militar, político y presidente de Colombia
- Manuel María Mallarino político, abogado y presidente de Colombia
- Julio Arboleda Pombo abogado, orador, poeta, militar, periodista, político, diplomático, parlamentario, académico, dramaturgo y estadista colombiano, elegido Presidente de la Confederación Granadina (actuales Repúblicas de Colombia y Panamá)
- Andrés Cerón Serrano abogado, Militar, político y presidente de Colombia
- Froilán Largacha abogado, político y presidente de Colombia
- Julián Trujillo Largacha estadista, abogado, político, militar y presidente de Colombia
- Ezequiel Hurtado político, militar, Estadista y presidente de Colombia
- Eliseo Payán abogado, político, militar, Estadista y presidente de Colombia
- Manuel Antonio Sanclemente estadista, educador, jurista y presidente de Colombia
- Diego Euclides de Angulo Lemos político y presidente de Colombia
- Guillermo León Valencia abogado, político, doctorado Honoris Causa en 1956 y presidente de Colombia
- Víctor Mosquera Chaux abogado, político y presidente de Colombia
- Carlos Lemos Simmonds abogado, político, escritor, periodista y presidente de Colombia

### Doctores Honoris Causa
- Julio César Turbay abogado, político, Doctorado Honoris causa en Derecho y Ciencias Sociales y presidente de Colombia
- Alberto Lleras Camargo periodista, diplomático, estadista colombiano Doctorado Honoris causa y presidente de Colombia
- Carlos Lleras Restrepo 	Abogado, contador y Doctor Honoris Causa en Derecho y Ciencias Políticas y Sociales y presidente de Colombia
- Aurelio Arturo poeta, abogado y Doctor Honoris Causa en filosofía y letras
- Giovanni Quessep Esguerra poeta, docente, Filósofo y Doctor Honoris Causa en filosofía y letras 1992
- Amadou-Mahtar M'Bow profesor, político senegalés y doctor Honoris causa
- Efraim Martínez artista y Doctor Honoris Causa de la Universidad del Cauca.
- Diego Castrillón Arboleda escritor, historiador y Doctor Honoris Causa en Antropología
- Guillermo Valencia poeta, docente, político Doctor Honoris Causa en filosofía y letras 1922

### Científicos y Médicos
- Carlos Albán científico, inventor, matemático, químico, físico, militar, médico, cirujano, político, filósofo, periodista, abogado y docente
- Antonio José Lemos Guzmán médico e historiador

### Escritores y Poetas
- Rafael Maya poeta, periodista, ensayista, escritor, crítico, abogado y diplomático colombiano
- Rubén Varona escritor y poeta colombiano especializado en novela negra y de detectives
- Patricia Helena Fierro Vitola poeta e Ingeniera Electrónica y Telecomunicaciones
- Carlos Arturo Truque escritor colombiano
- Cristhian Salazar escritor, poeta, intelectual, ensayista, crítico y estudiante de Ingeniería Civil
- David Nieto Yusti escritor, poeta, investigador y estudiante de Antropología

### Historiadores
- Gustavo Arboleda historiador, periodista y diplomático colombiano
- José María Arboleda Llorente, historiador
- Arcesio Aragón Holguín, abogado, historiador y genealogista

### Políticos, Abogados e Ingenieros
- Oswaldo Rengifo Otero abogado, político y Embajador de Colombia
- Manuel Cepeda Vargas abogado, periodista, político y senador de Colombia
- Aurelio Iragorri Hormaza Ingeniero Civil, político y senador de Colombia
- Jesús Ignacio García abogado, político y senador de Colombia
- Esmeralda Arboleda abogada, política feminista y diplomática de Colombia
- Luis Fernando Velasco abogado, político y senador de Colombia
- Antonio García Nossa economista, historiador, escritor y político socialista colombiano.
- José Darío Salazar abogado, político y senador de Colombia
- José María Quijano Wallis Abogado, político, diplomático, historiador y Canciller de Colombia
- Manuel Antonio Arboleda Arboleda abogado, político e intelectual
- Antonio García Nossa economista, historiador, escritor y político socialista colombiano
- Sergio Arboleda periodista Abogado y político
- Otto Morales Benítez jurista, político, investigador, académico y exministro colombiano
- Benjamín Herrera militar y político
- Eustaquio Palacios escritor, Abogado y político
- Manuel Arce Figueroa Abogado, periodista y poeta
- Gustavo Eduardo Gómez Aranguren Abogado y Magistrado del Consejo de Estado
- Aurelio Caicedo Ayerbe abogado, político y diplomático
- Francisco José Urrutia diplomático colombiano y jurista internacional
- Francisco Eduardo Diago músico y jurista
- José Felix Bazante Guzmán abogado, político y escritor
- Carlos Holmes Trujillo Alcalde de Cali, ministro, profesor, político y diplomático

### Rectores y Docentes
- Manuel María Mosquera y Arboleda político, intelectual, diplomático colombiano y rector de la Universidad del Cauca.
- César Uribe novelista, médico y rector de la universidad del Cauca
- Baldomero Sanín Cano humanista, periodista, ensayista y rector de la universidad del Cauca
- Rafael Eduardo Vivas Lindo Profesor Universitario, Historiador y ocupó el cargo de rector de la Universidad del Cauca
- Guillermo Alberto González Mosquera ingeniero Civil, político y ocupó el cargo de rector de la Universidad del Cauca
- Maximiliano Crespo Rivera Obispo católico colombiano y vicerrector de la Universidad del Cauca
- Manuel José Mosquera clérigo, abogado, obispo católico y Vicerrector de la Universidad del Cauca
- José María Vergara y Vergara escritor, periodista, diplomático, crítico y Vicerrector de la Universidad del Cauca
- Lino de Pombo militar, diplomático, político, periodista y docente
- Santiago Arroyo y Valencia, abogado, educador y prócer de la Independencia
- Teresita Gómez pianista y docente en la universidad del Cauca
- John Rowe Arqueólogo e historiador norteamericano. Gran estudioso de la civilización andina prehispánica y colonial y docente en la universidad del Cauca
- Iván Ulchur escritor, columnista y docente en la universidad del Cauca
- Antonio Lemos Guzmán, político, gobernador del Cauca, varias veces rector de la Universidad, escritor

## Información
- Página de la Universidad del Cauca
- Asociación de exalumnos Universidad del Cauca
- Asociación de exalumnos FIET Unicauca (enlace roto disponible en Internet Archive; véase el historial, la primera versión y la última).
- Fotos de eventos Unicauca en Picasa
- Página de Youtube de Unicauca
- Rama Estudiantil IEEE Unicauca
- Revista de la facultad Ciencias de la Salud
- Unidad de Epidemiología Clínica-Facultad Ciencias de la Salud
- (enlace roto disponible en Internet Archive; véase el historial, la primera versión y la última). Consejo para la acreditación universitaria y de los programas

- Datos: Q1137779
- Multimedia: Universidad del Cauca / Q1137779